# 木村徳三
木村 徳三（きむら とくぞう、1911年 - 2005年1月23日）は、日本の編集者。

## 人物
京都市に生まれ育つ。少年時代から歌舞伎に親しみ、旧制京都府立京都第一中学校（京都府立洛北高等学校・附属中学校）時代に谷崎潤一郎や中里介山、江戸川乱歩、菊池寛、郡虎彦などを愛読。旧制第三高等学校の同期に田宮虎彦、青山光二、森本薫がいた。
もともと作家か劇作家になることを志望していたが、東京帝国大学文学部フランス文学科在学中、1935年に太宰治の「逆行」を読んで自らの才能に絶望し、創作の道に進むことを断念する。大学卒業後、1937年6月に改造社入社、出版部に配属されて改造文庫の編集を担当。1938年2月に、『文藝』編集部に異動。編集者として宇野浩二や川端康成など多数の作家を担当。1944年3月、小川五郎（のち作家高杉一郎）編集主任の退任に伴い、同誌編集主任となる。1944年4月、召集され伏見の第38聯隊（連隊）に入るも左肺浸潤により即日帰郷。以後は『文藝』誌を2～3冊発行したが、1944年7月1日に改造社が当局により思想的理由で解散を命ぜられたため、同誌は12万円で河出書房に譲渡された。
1944年9月、養徳社東京支社責任者の庄野誠一に誘われて京都に帰郷。1944年10月、養徳社の京都支社に企画編集長として勤務。1945年、京都支社閉鎖に伴って丹波市（現在の天理市）の本社勤務となり、疎開先の滋賀県から通勤、ここで敗戦を迎える。
1945年9月16日、川端康成からの電報に応じて鎌倉市に向かう。まもなく、川端たちが経営する鎌倉文庫に迎えられ、同社発行の文芸雑誌『人間』（1945年12月創刊）の編集長に就任。戦後文学史の重要な証言者となった。なお三高の後輩に、織田作之助がおり、『人間』昭和21年4月号に「世相」を掲載した。特に当時新人の三島由紀夫には、数々の有益な助言を与え、三島の文学的成長に大きく寄与した。（1980年代初頭に製作された、三島由紀夫関連番組のテレビインタビューでも証言している）
反面、林房雄からは、その通俗小説転向第一作を没にしたことで逆恨みされ、新橋のバー「ブーケ」にて「無礼な野郎」「けしからん編集者風情」などと面罵された上、その後しばらく林の小説に登場する悪役の苗字をことごとく「木村」にされるという嫌がらせを受けた。また、舟橋聖一からは、原稿依頼をめぐるいざこざ（小説の執筆を依頼しなかったこと）から同様に敵視され、「佐多稲子が『人間』にしょっちゅう小説書くのは、木村徳三が彼女に惚れてるからだ」というデマを流された。
1949年、鎌倉文庫の経営状態悪化により『人間』誌が250万円で譲渡されたため、3人の編集部員と共に売却先の目黒書店へ移り、編集長として同誌を切り盛りする。しかし1951年、目黒書店が不渡り手形を出したことにより、同年8月号を以て『人間』は廃刊を迎え、それに伴って木村自身も編集者生活に終止符を打った。
1958年春、川端の推薦により日本教育テレビ（現・テレビ朝日）に入社。三島由紀夫にテレビドラマのシナリオの執筆を勧め、1961年5月29日、空飛ぶ円盤を扱った痴情サスペンスドラマ『見た!』の草稿を三島から送られたが、このドラマの制作は実現しなかった。
後に日本教育テレビ企画局に転じ、1968年3月11日には、朝日新聞社上階のレストランアラスカで、放送作家時代の小林信彦と会い、プランニングの手伝いを依頼している。
定年後は、博報堂嘱託や三笠書房副社長、株式会社アサ・フォーチュネート代表などを歴任した。

## 著書
- 『文芸編集者 その跫音』（TBSブリタニカ、1982年）、三島からの書簡を収む
- 改訂版『文芸編集者の戦中戦後』（大空社、1995年）